# Bitka pri Bailénu
Bitka pri Bailénu je potekala med špansko vojno za neodvisnost in je pomenila prvi poraz Napoleonove vojske na odprtem bojišču v zgodovini. Zgodila se je 19. julija 1808 v bližini mesta Bailén v Jaénu. V bitki se je francoska vojska s približno 21.000 vojaki pod vodstvom generala Duponta spopadla s številčnejšo špansko vojsko (okoli 27.000 vojakov) pod vodstvom generala Teodorja Redinga, kljub temu, da je bil vrhovni poveljnik tako imenovane andaluzijske vojske general Castaños. Prvi poraz Napoleonove vojske na španskem ozemlju se je sicer zgodil že med 8. in 14. junijem 1808 v bitki pri Poza de Santa Isabel v zalivu Cádiz.

## Predhodni dogodki
Vladni skupščini v Sevilli in Granadi sta pod predsedstvom Francisca de Saavedre začeli z naborom dveh vojsk, ki naj bi Francozom zaprli pot čez gorovje Sierre Morene. Jedro andaluzijske vojske so predstavljale redne enote iz Gibraltarja -  16 pehotnih in trije konjeniški polki pod vodstvom poveljnika Castañosa. Theodore Reding je po drugi strani začel z naborom druge vojske, v kateri je bil tudi njegov švicarski polk št.3, v provinci Granadi. Nabor je bil množičen, izstopalo je predvsem število prostovoljcev, ki so tvorili več kot polovico andaluzijske vojske (približno 17.000 mož). Saavedra je vse enote postavil pod poveljstvo generala Castañosa in mu preko skupščine podelil vsa pooblastila zaradi resnih razmer (vojne za neodvisnost), s katerimi se je soočala ostala španska monarhija.
V začetku junija je Pierre Dupont zapustil Madrid, da bi si podredil Andaluzijo in rešil Rosilyjevo francosko eskadro (vojaško enoto), ki je ostala v Cádizu . Med zahtevno potjo do tam so jih neprestano napadale gverilske skupine, prečkati so morali sovražno nastrojena mesta, kot je bilo mesto Valdepeñas, ki se je 6. junija uprlo in prisililo večji del Dupontove vojske k umiku do Toleda (bitka pri Valdepeñasu). Dupont je zato po zmagi v bitki pri mostu Alcolea 13. junija izropal mesto Córdoba. Ko je prejel dvojno novico, da se je francoska vojska v Cadizu 14. junija predala in da se organizira vojska, ki mu namerava zapreti pot, je zapustil mesto in se zatekel v Andújar, kjer je 18. junija vzpostavil svoj glavni štab. 26. junija se mu je pridružila druga divizija pod poveljstvom Dominiquea Honoreja Antoina Marieja Vedela, ki je premagala španske prostovoljce v Despeñaperrosu in v La Carolini pustila polk (vojaško enoto) za zaščito komunikacijske povezave s središčem Iberskega polotoka.

### "Načrt Saavedra-Castaños" in "Načrt Porcuna"
General Francisco Javier Castaños in predsednik Saavedra sta izvedla niz srečanj, najprej v Carmoni in nato v Utreri, kjer sta skupaj oblikovala tako operativni načrt za vojaško kampanjo in organizacijo enot, kot tudi skrivni načrt, s katerim bi zamotili francoske sile. Imenoval se je načrt Saavedra-Castaños. Ko je bila prva faza tega načrta uspešno zaključena, se je Castaños sestal z ostalimi španskimi poveljniki v mestu Porcuna, kjer je predstavil smernice za drugo fazo. Na terenu so nato preučili in razpravljali o strategiji, ki bi jo morali izvesti.
Vzpostavil je dve diviziji – eno redno pod poveljstvom Félixa Jonesa in rezervno pod poveljstvom Manuela Lapeñe, ki so jo tvorile Castañosove enote (okoli 12.000 mož). Napadli naj bi Andújar in tam zadržali Dupontove sile. Tretja divizija, ki jo je vodil markiz iz Coupigny in je štela 8000 mož, naj bi prečkala reko Guadalquivir bolj proti vzhodu, pri Villanueva de la Reina. Nazadnje pa bi Reding vodil granadsko vojsko (10.000 mož) skozi Mengíbar.

### Bitka pri Mengíbarju
13. julija se je Reding pripravil na prečkanje reke Guadalquivir pri Mengíbarju. To naselje je branilo približno 2000 mož pod poveljstvom generala Ligier-Belairja. V zgodnjih jutranjih urah 14. julija sta prvi eskadron Numanških zmajev in enota lovcev iz Olivenze pod poveljstvom generala Francisca Xavierja Venegasa pregnala francosko konjenico na drugo stran reke. Zaradi grožnje nadaljnjih napadov je Ligier-Belair evakuiral naselje in zaprosil za pomoč generala Vedela.
Reding je na svoji strani z napadom začel 15. julija zelo zgodaj zjutraj. Pred prihodom generala Vedela sredi dopoldneva je napad prekinil. Vedel je kasneje zapustil položaj, saj ga je Dupont pozval, naj pošlje okrepitve, in se nato odpravil proti Andújarju.
Naslednji dan je Reding razporedil vse svoje sile, skupaj z okrepitvami markiza de Coupignyja.
Castaños se je iz svojega glavnega štaba v Utreri odpravil proti Sierra Moreni. S svojo vojsko je izvedel vrsto drznih manevrov – premikal se je podnevi in ponoči, nenehno spreminjal smer, tako da francoske enote niso mogle biti prepričane o njegovih namenih, medtem ko je sam natančno spremljal francoske premike s pomočjo domačinov.
Zaradi tega je general Dupont poslal pomemben del svojih sil v La Carolino, da bi zaščitil prehod proti Madridu pred morebitnim napadom Castañosa – kar bi lahko povzročilo prekinitev povezav med vojaškimi enotami, česar se je Dupont najbolj bal.
Dupont si iz Andújarja ni upal spopasti s Castañosovimi silami, zato se je raje začel umikati, da bi se povezal z drugimi francoskimi enotami, ki sta jih vodila generala Vedel in Dufour. Ti so prihajali na pomoč in so bili v tistem trenutku že skoraj na meji province. Ko se je 18. julija napotil proti Bailénu, z namenom, da se z enotama poveže, je tam naletel na Castañosove enote, ki so ravno takrat odhajale iz mesta. Tam se je torej začela bitka.

## Bitka
Bitka bi se po načrtu Porcuna, ki ga je pripravil general Castaños, morala odviti v Andújarju. Dupontove enote pa so se pred tem že podale na pot proti Bailénu, da bi se združile s francosko enoto generala Vedela, ki je prečkal prelaz Despeñaperros.
V prvi fazi bitke, med tretjo in četrto uro zjutraj, je francoska vojska dosegla most pri reki Rumblar, in približno en kilometer kasneje, pri Ventorrillu, naletela na prve španske enote. Francozi so španske položaje brez težav zavzeli in jih pregnali.
V bližini Bailéna so francoske enote naletele na nekaj španskih predstraž, ki so jih obkolile in napadle s koncentričnim napadom, kar je francoze prisililo k umiku nazaj proti reki Rumblar. Tja je prispel tudi konjeniški polk Farnesio. V tistem trenutku je Reding ukazal razporeditev sil ob izhodu iz Bailéna: v obliki polmeseca, pri čemer so zasedli vzpetine, da bi imeli nadzor nad celotnim bojiščem – razporedili so se na griče Valentín, Zumacar Grande, Cerrajón in Haza Walona; v zaledju pa na griča San Cristóbal in El Ahorcado, kot pripravo na morebiten prihod Vedela.
Z Venegasom na desnem krilu, Redingom v središču in Coupignyjem na levem krilu je španska vojska pod Redingovim poveljstvom v Bailénu štela okoli 20.000 mož, medtem ko jih je Dupontova vojska štela nekoliko manj.
Med pol peto in pol sedmo uro zjutraj je glavnina francoske kolone prispela do reke Rumblar. Dupont je ukazal napredovanje konjenice, pri čemer je Dupréjeva enota premagala polk Farnesio in napredovala vse do središča španske enote, kjer so pobili številne topničarje. Španska pehota jih je nato odbila, kar jih je prisililo k umiku do Cruz Blance, pri čemer so utrpeli velike izgube.
Francozi so imeli svoje topništvo, ki pa je bilo šibkejše od španskega. V topniškem dvoboju so Francozi komaj povzročili kaj škode, medtem ko je bilo veliko njihovih topov uničenih. Dupont je medtem čakal na prihod svojih najbližjih brigad. V tretji fazi bitke, med 6.30 in 8.30 zjutraj, sta se francoski vojski, ki jo je do takrat vodil Teulet, pridružili Chabertova brigada in Privéjeva konjeniška brigada. Dupont je imel takrat na voljo okoli 4.500 mož in skoraj deset topov. Naslednja brigada pa je potrebovala še dve uri, da bi prispela na bojišče. Ker Dupont ni želel tvegati kakšnega presenečenja s strani generala Castañose, se je kljub neugodnim razmeram odločil za napad, z namenom, da bi prebil špansko središče in vzpostavil stik z Vedelom. Svoje enote je razporedil v štiri napadalne kolone, obkrožene s konjenico Dupréja in Privéja ter s topniško podporo iz Cruz Blance. Venegas je napredoval po desnem krilu, kjer ga je napadla Dupréjeva konjenica. Na levem krilu so Španci zasedli grič Cerrajón. Privéjeva konjenica je krenila v napad, da bi pregnala španske enote, kar je povzročilo njihovo naglo umikanje. Redingov polk št. 3, polk Jaén in četa pionirjev so se še vedno pomikali naprej, vendar je Privéjeva konjenica pometla s polkom Jaén in prisilila preostale enote, da so se umaknile na izhodiščne položaje. Kmalu zatem pa se je Privéjeva konjenica pod silovitim ognjem morala tudi sama začeti umikati.
Sočasno z vsem tem je francoska pehota v osrednjem delu napredovala med izstrelki topniškega ognja. Preden so uspeli doseči sredino španske linije, je nanje z vso silo krenila konjenica polkov Farnesio in Borbón, ter jih prisilila k umiku. Da bi podprl pehoto, je Privé ponovno poslal svoje konjenike v boj, vendar se je spopad končal z novim francoskim umikom. Dupont je bil izčrpan in nestrpen, ker Vedel še ni prispel.
V tistem trenutku je bila preostala francoska vojska že pri reki Rumblar, približno 5 kilometrov stran.
V četrti fazi bitke, med 8.30 in 10.00 dopoldne, je bil Reding pripravljen zadati odločilen udarec, tako da je ukazal napredovanje desnega španskega krila z griča Valentín do Zumacar Chica. Dupont je ukazal pravkar prispeli Pannetierjevi brigadi, naj se usmeri proti tem enotam. Mornarji cesarske garde so se medtem namestili pri Cruz Blanci. Francozom ni uspelo pregnati Venegasovih Špancev, zato je Dupont še enkrat uporabil že močno oslabljeno Privéjevo konjenico, ki je prišla z drugega konca bojišča in uspešno pognala Špance v beg. Umakajoče se enote so pokrili polki Barbastro, Cataluña in oddelek gibljive artilerije, ki so nato prisilili Francoze v umik.
Končni razplet se je zgodil med deseto in trinajsto uro . Vedel se še vedno ni pojavil, vročina je postajala neznosna, utrujenost je bila vse hujša, nizko grmičevje pa je bilo v plamenih. Pomanjkanje vode med francoskimi vojaki je še dodatno zniževalo že tako slabo moralo, medtem ko je močna podpora prebivalcev Bailéna španskim enotam igrala pomembno vlogo.
Dupont se je odločil za splošen napad svojih enot na špansko središče. Napredovanje je zaustavilo silovito topniško in puškarsko obstreljevanje. Da bi zaščitili takojšen umik, je Dupréjeva konjenica napadla špansko topništvo (artilerijo). Dupré je bil smrtno ranjen, njegove enote pa so utrpele zelo hude izgube.
Okoli poldneva je bil Dupont obupan — bal se je prihoda Castañosa s hrbta, Vedel pa se še vedno ni prikazal. Odločil se je za zadnji poskus: zbral je vse preživele enote, se postavil na čelo skupaj s svojimi generali in se podal v odprt napad na špansko središče. Mornarji cesarske garde so napadli, a so se njihove vrste pod silovitim španskim ognjem hitro razsule. Ko so se žrtve kopičile, so se ustavili in začeli bežati. Medtem so se švicarski polki, ki so takrat še sodelovali z Francozi, pridružili svojim rojakom iz Redingovega 3. švicarskega polka na desnem španskem krilu. Cruz Mourgeon se je približal reki Rumblar, ko je zaslišal zvoke boja. Dupont je zahteval prekinitev spopada in dovoljenje za umik svojih čet proti Madridu. Reding je pristal na konec sovražnosti, vendar je glede umika zahteval posvet s Castañosom, da bi se dogovorili o pogojih. Medtem ko so potekala pogajanja, so čete ostale na svojih položajih.
Po drugi uri popoldne sta general Castaños in de la Peña prispela do reke Rumblar in sporočila svoj prihod. Njuno napredovanje je bilo nato ustavljeno, ko sta prejela informacije o poteku dogodkov.
Vedel in Dufour sta z okoli 9000 možmi iz La Caroline proti Bailénu krenila zelo počasi, še preden se je bitka začela. Slišala sta topniški ogenj, vendar je bil Vedel prepričan, da bo Dupont zmagal. Ko se je obstreljevanje prenehalo, je to razumel kot znak zmage. Polovico svojih čet je pustil v Guarrománu, sam pa je ob petih popoldne prispel v Bailén. Reding je medtem okrepil enote, ki so se nahajale na gričih San Cristóbal in El Ahorcado. Ko je Vedel zagledal španske čete, ni mogel verjeti, da je bitka že končana, zato je napadel Špance. Ko se je napad že začel, je prejel pisni ukaz Duponta o prenehanju bojevanja, zaradi česar se je ob šestih popoldne ves boj v Bailénu prekinil.
Dejstvo, da se je spopad odvijal tik pred vrati Bailéna, je bilo odločilno za špansko zmago: lokalno prebivalstvo je svoje čete podpiralo po svojih najboljših močeh. Najpomembnejša pomoč je bila nedvomno oskrba vojakov z vodo na dan, ki so ga kronisti označili kot »posebej vročega«. Oskrba z vodo je bila enako pomembna tudi za delovanje španske artilerije, ki je neprekinjeno obstreljevala francoske enote. Na drugi strani pa je bila učinkovitost francoske artilerije močno zmanjšana zaradi pregrevanja topov in uničenja nekaterih izmed njih.
Po več silovitejših spopadih, v dušečih vremenskih razmerah, je bil general Dupont poražen s strani čet generala Redinga, še preden bi se mu lahko pridružile enote francoskega generala Vedela, ki so se vračale iz La Caroline. Približno 17.600 francoskih vojakov je odložilo svoje orožje. V naslednjih dneh so se med obema stranema začela pogajanja o kapitulaciji.
Pogoji predaje so bili prizanesljivi in so med drugim vključevali tudi vrnitev francoskih čet v Francijo. Vendar ti pogoji nikoli niso bili izpolnjeni: čeprav so bili Dupont in njegovi častniki izpuščeni in prepeljani v Francijo, je bil del njegovih vojakov deportiran na samotni otok Cabrera (južno od Mallorce). Na otoku ni bilo pravega zapora – sam otok je služil kot zapor. Ujetništvo se je končalo leta 1814 s podpisom miru. Zaradi pomanjkanja virov na otoku in nezadostne preskrbe s strani obrambne uprave Mallorce, je do konca vojne preživelo manj kot polovica ujetnikov. V spomin na umrle, pokopane na francoskem pokopališču, je bil na otoku postavljen spomenik.

## Posledice
Poraz generala Duponta pri Bailénu je imel resne posledice za francoska vojna prizadevanja. Novica se je razširila po celotnem polotoku in prisilila kralja Jožefa I. Bonaparta, da je 28. julija zapustil Madrid in se umaknil proti Vitorii. Poleg tega je bitka omajala navidezno nepremagljivost Francozov. Napoleon je moral za utrditev oblasti z novo vojsko sam priti na Iberski polotok.

### San Martín in Bailén
V bitki pri Bailénu je kot častnik markiza Coupignyja sodeloval takratni kapitan José de San Martín iz bataljona Campo Mayor. Prihodnji junak osamosvojitve Argentine, Čila in Peruja je bil za svoja dejanja v tej bitki odlikovan z »Zlato medaljo junakov Bailéna« (ki je danes razstavljena v Narodnem zgodovinskem muzeju) in povišan v čin polkovnika konjenice.

## Zapuščina
Vsako leto, že več kot sto let, Bailén v julijskih dneh obeležuje zmago španske vojske, pri čemer se prireditve udeležijo tako vojaške kot tudi civilne enote. Spominske slovesnosti ob spominu na bitko so glavna in najpomembnejša praznovanja v kraju. Razglašena so bila tudi za dogodek nacionalnega turističnega pomena v Andaluziji. Poleg tega Bailén vsako leto oktobra prireja zgodovinsko rekonstrukcijo bitke, kjer se nastopajoči oblečejo v uniforme in oborožijo z replikami orožja iz tistega časa. Udeležijo se je ljubitelji zgodovinskih uprizoritev iz vse Španije in Evrope. V rekonstrukciji bitke tako sodeluje več kot osemsto udeležencev.
Na grbu mesta Bailén je na vidnem mestu upodobljen preluknjan vrč za vodo, ki naj bi predstavljal Marío Bellido. Po tradiciji naj bi ta ženska z vrčem oskrbovala španske vojake z vodo – kar je bilo zaradi izjemne vročine na dan bitke ključnega pomena za izid spopada. Vendar pa se zdi verjetneje, da gre pri Maríi Bellido za simbolično poosebitev: v resnici naj bi celotno mesto sodelovalo pri oskrbi vojakov z vodo. Legenda pa pravi, da je krogla zadela in preluknjala njen vrč, medtem ko je dajala piti španskim vojakom.
Ta vojaški dogodek je prisoten v vsakem kotičku mesta – najdemo lahko različne kipe, spominske plošče in monolite, ki obeležujejo bitko.
Rast naselja skozi desetletja je postopoma zavzela velik del prvotnega bojišča, od katerega je danes ohranjenega približno 60 %. Osrednji del, kjer se nahaja Noria de San Lázaro (vodno kolo), je trenutno v fazi obnoviteljskih del. Vodno kolo je bila ključna točka za oskrbo španskih vojakov z vodo in je predstavljala pomemben strateški prostor v vročem dnevu, ko je potekala bitka.